# Joseph Niou
 (août 2019).
Si vous disposez d'ouvrages ou d'articles de référence ou si vous connaissez des sites web de qualité traitant du thème abordé ici, merci de compléter l'article en donnant les références utiles à sa vérifiabilité et en les liant à la section « Notes et références ».
Joseph Niou, né le 6 janvier 1749 à Rochefort (province de la Saintonge, actuel département de la Charente-Maritime), mort le 30 mai 1823 à Paris, est un ingénieur de la marine et un homme politique de la Révolution française, du Consulat et du Premier Empire. 

## Biographie

### Famille
Joseph Niou est le fils de Gaston Niou, grand prévôt de la Marine à Rochefort.
De son mariage le 13 octobre 1772 à La Rochelle avec Madeleine-Louise Moyne, née à Saint-Domingue, fille d'André-Paul Moyne, avocat, il a eu deux fils, engagés dans la Grande armée, qui ont été tués au combat. Louis-Gaston Niou, né à Rochefort le 18 janvier 1775, était capitaine au 19e régiment de chasseurs à cheval, âgé de 19 ans, aide de camp du général Dufour, a été tué près de Trèves, après avoir eu un pied coupé, une jambe et l'épaule fracassée, en chargeant la cavalerie autrichienne. De son mariage avec Denise Demareuil, ce dernier avait eu un fils, Joseph-Louis-Gaston Niou, mort à Paris vers 1806.

### Carrière militaire et politique
Joseph Niou est maire de Rochefort et ingénieur marin lorsqu'il est élu en septembre 1791, le huitième sur onze, député à l'Assemblée nationale législative pour le département de la Charente-Inférieure. Il vote en faveur de la mise en accusation du ministre de la Marine Bertrand de Molleville le 1er février 1792, et en faveur de la mise en accusation de Lafayette le 8 août.
Niou est réélu député à la Convention nationale en septembre 1792, le quatrième sur onze, pour la Charente-Inférieure. Au début de la session, il est désigné membre du Comité de Marine et au Comité de Sûreté générale. 
Il siège sur les bancs de la Montagne. Il vote pour la mort sans conditions lors du procès de Louis XVI, est absent lors de la mise en accusation de Marat et est en mission lors du scrutin sur le rétablissement de la Commission des Douze.
Il est envoyé comme représentant en mission, d'abord dans les ports de l'Océan de Lorient à Bayonne pour renforcer les défenses, puis dans les départements du Nord et du Pas-de-Calais pour procéder à l'élimination des suspects; à Saint-Omer et à Dunkerque, il fait arrêter et traduire devant le Tribunal révolutionnaire une quinzaine de personnes.
En 1794, il est chargé de réorganiser les poudreries de Grenelle à Paris, puis de contrôler la construction et l'armement de frégates et de vaisseaux.
Après Thermidor, il est nommé à l'Armée navale de la Méditerranée. Il est présent à Toulon lors de l'insurrection, et parvient à s'éclipser avec l'escadre, en ne perdant qu'un seul navire.
Sous le Directoire, Joseph Niou est élu au Conseil des Anciens jusqu'en prairial an VI (juin 1797). Il est nommé directeur des constructions navales de Lorient.
Sous le Consulat et le Premier Empire, il fut nommé au Conseil des prises. Le 13 septembre 1798, il est commissaire pour les prisonniers de guerre, et signe à Londres avec la Grande-Bretagne un Cartel pour l'échange des prisonniers de guerre.
Sous la Restauration, étant sur la liste des régicides, au retour des Bourbons en 1816, il partit en exil en Belgique, et fut autorisé à rentrer en France au bout de trois ans.